# Pachybrachyiulus podabrus
Pachybrachyiulus podabrus är en mångfotingart som först beskrevs av Robert Latzel 1884.  Pachybrachyiulus podabrus ingår i släktet Pachybrachyiulus och familjen kejsardubbelfotingar. Utöver nominatformen finns också underarten P. p. bosniensis.